# Phomatospora nypae
Phomatospora nypae är en svampart som beskrevs av K.D. Hyde 1993. Phomatospora nypae ingår i släktet Phomatospora, ordningen kolkärnsvampar, klassen Sordariomycetes, divisionen sporsäcksvampar och riket svampar.   Inga underarter finns listade i Catalogue of Life.